# Flickingeria forcipata
Flickingeria forcipata là một loài thực vật có hoa trong họ Lan. Loài này được (Kraenzl.) A.D.Hawkes mô tả khoa học đầu tiên năm 1965.